# オオルタイチ
オオル タイチ（本名：森口 太一。1979年5月9日 - ）は、日本の音楽家。

## 概要
国内外のクラブ、ライブハウスを中心に活動。ソロの他にバンドのウリチパン郡（ボーカル、作曲担当・現在活動休止中）、またパートナーでもあるアーティスト、YTAMO（ウタモ）との歌ものユニットゆうき（ex.オオルタイチ+ウタモ）などのプロジェクトでも活動中。
メインの音楽制作以外にも、ダンサーの康本雅子との共演や舞台への楽曲提供、アニメ映画「キックハート」の音響および音楽監督などで活動している。

## 略歴
小学生時代、母親の影響で長渕剛を聴く。CDレンタル文化全盛の時、UNICORN、たま、筋肉少女帯などを主に聴いていた。
中学〜高校生時代、洋楽に目覚め、ガンズ・アンド・ローゼズ、メタリカ、メガデス、アリス・イン・チェインズ、ヘルメット、ベック、ニルヴァーナ、ブロンド・レッドヘッド等、多くのアーティストに影響を受ける。その後、関西アンダーグラウンドシーンの存在を知り、衝撃を受ける。ボアダムス、想い出波止場、有、グラインドオーケストラなどを好んで聴いていた。初のバンド"Super Poo Poo"を結成、その後に同バンドメンバーで野外即興録音ユニット・オモニを結成。奈良ネバーランド、大阪ベアーズ、Barノイズなどでライブ活動を始める。
1999年にドアーズ、レジデンツ、パズルパンクス（山塚アイ、大竹伸朗）、T・レックスなどの音楽に触発され、オオルタイチとして活動を開始。初期はOORUTAICHIではなくALL太一という名義であった。
多重録音されたカセットアルバムである『?』をリリースし、本格的にミュージシャンとしての活動をスタートした。その後、1980〜1990年代のダンスホールレゲエの影響を受け、コンピュータベースの打ち込み音楽に移行。かねてより即興的に使われていた声をより具体化し、"非言語"による歌として用いるようになった。
2003年、岸野雄一が運営するout one discから4曲入りEP『OY』をリリース。
2012年3月バンドプロジェクト"Oorutaichi Loves the Acustico Paz Nova Band"を始動。ソロのダンス・電子音楽を生演奏でリコンストラクトする試み。元サケロックの田中馨、テニスコーツ植野隆、波多野敦子、トンチ、ボアダムスの楯川陽二郎、YTAMOらが参加。以後、2014年までに数回のライブを行う。
2014年1月1日、NHK-FM『坂本龍一ニューイヤースペシャル2014』にて、坂本龍一と共演。
2019年20周年記念コンサートを渋谷WWW、大阪味園ユニバースにて開催。特別編成のOORUTAICHI SPECIAL BANDを結成。
2020年1月6日よりNHK総合テレビジョンにて放映のアニメ『映像研には手を出すな!』の劇伴を担当。
2023年度NHK教育テレビジョン「天才てれびくん」番組内音楽を担当。

## 作品

### アルバム
1. Yori Yoyo（2003年12月15日）
2. Drifting my folklore（2007年11月5日）
3. Cosmic Coco,Singing for a Blllion lmu’s Hearty Pi（2011年1月23日）
4. 僕の楽しい仕事（2013年8月7日）P-VINE RECORDS

### シングル
1. Fufurelina/燃えるひみつ feat キセル
2. Flower of life EP

### リミックス
1. I Am Robot And Proud「MAKING A CASE FOR MAGIC」
2. トクマルシューゴ「Rum Hee」
3. .Dick El Demasiado「Has Comido」
4. ムイムイチキチ「サーカス」
5. WRENCH「dynamite music」
6. bonobos「星の住処」
7. Twi The Humble Feather「M.F.S.S」
8. MaNHATTAN「Giant Stomp」
9. neco眠る「UMMA」
10. ムーンライダーズ「インテリア」
11. Lucky Dragons「rara speaks」
12. Delicate Steve「Afria Talks to You」
13. Juana Molina「Son」
14. WILLIAM ONYEABOR「Atomic Bomb」
15. Black Devil Disco Club「"H" Friend」
16. 折坂悠太「馬市」
17. 山内昌徳「NAHKUNY - TIIMATOH」

### フィーチャリング
1. EVISBEATS「明星」

## 提供作品
- 私立恵比寿中学
  - 「キラキラネスキラネス」（編曲）
- 水曜日のカンパネラ
  - 「ユタ」（作曲）
  - 「愛しいものたちへ」（作詞・作曲）
- NHK for school すくどう おもしろ動画アイランド 「メガルカヤ」（作曲）[5]
- TVアニメ
  - 『ピンポン』第10話 「ペコのテーマ曲」
  - 『映像研には手を出すな!』劇伴

## 舞台／パフォーマンス
- スペクタクル・イン・ザ・ファーム2009 康本雅子×オオルタイチ@栃木県那須町グランドホテル愛寿
- 康本雅子×オオルタイチ@国立新美術館 六本木アートナイト2010 ☆我苦我苦悶々☆[6]
- 国際舞台芸術ミーティング2012 in 横浜 康本雅子×オオルタイチ@KAAT神奈川芸術劇場＜アトリウム＞
- 絶交わる子、ポン 康本雅子カンパニー@世田谷パプリックシアター 2012年6月 ※劇中の一曲を作曲
- EL LUGAR IMPOSIBLE（不可能な場所）ルイス・ガレー@ロームシアター京都ノースホール kyoto experment 2016
- タワー金氏徹平 @六本木ヒルズアリーナ 六本木アートナイト2018
- 北九州芸術工業地帯 三宜楼公演「うろきんさ」 康本雅子、オオルタイチ、戌井昭人@北九州市門司港 三宜楼百畳間 2018年9月